# ANGERCALL
ANGERCALL (アンガーコール)は、2012年から活動している日本のロックバンド

## 概要
2011年に解散したANHELINGのメンバーであるノイズを中心として2012年から活動を始める。ANGERCALLではノイズがボーカルを担当している。
結成当初は「武器を持たない蜂起、武装蜂起ではなく無装蜂起」を由来とした無装蜂起(ぶそうほうき)というバンド名であったが、2012年10月31日のハロウィーンライブを最後に無装蜂起の活動を終了。11月1日よりANGERCALLに改名した。「国民への権力奪還」をコンセプトとしている。
メッセージ性はANHELINGと同様に反創価学会や大衆メディアに対する批判、民主党政権や朝鮮に対する批判の曲などが中心であり、ANHELINGの一部の楽曲もカバーしている。
右翼民族派団体である維新政党・新風の主催イベントに出演したり、保守系団体の主催デモの協賛に名を連ねたりすることもあるが、バンド側は「どこの組織にも属していない」と説明。しかし歌詞には明確に排外主義的な極右思想が現れている。
交友関係は右翼演説を模した芸人である鳥肌実、2013年3月に日韓で騒動になった国粋主義バンド、桜乱舞流など。活動家ではチーム関西の西村斉と親交を持つ。
一部の左派活動家や反原発活動家からしばしばレイシズムだと批判を受けることがあるが、リーダーのノイズは「レイシストでは無いが、そう言われる事については特に何も思わない」と発言している。しかし楽曲でレイシストである事を公然と歌っている。
2013年4月にミニアルバム「HATE HATE TV」を発売し、メンバー自らが運営する公式HPではデモ楽曲の無料ダウンロードができる。